# Рябина греческая
Ряби́на греческая (лат. Sorbus graeca) — дерево или кустарник, вид рода Рябина семейства Розовые (Rosaceae). Широко распространённое плодовое деревце, заметное своими яркими плодами.

## Распространение
Естественно произрастает в Малой и Средней Азии, на юго-востоке Западной Европы (Албания, Австрия, Босния и Герцеговина, Болгария, Хорватия, Чехия, Франция, Германия, Греция, Польша, Италия, Словакия, Сербия, Украина. Встречается в Крыму, на Кавказе (Армения, Азербайджан, Грузия, Россия), а также на севере Африки (Алжир, Марокко).

## В культуре
Рябина греческая имеется в коллекциях Ставропольского ботанического сада, Ботанического сада Нижегородского госуниверситета (Нижний Новгород), в Липецкой лесостепной опытно-селекционной станции (ЛОСС, Липецкая область) и других пунктах. В условиях Уфимского ботанического сада это кустарник до 3,5 метров высоты. Начинает вегетацию позже рябины обыкновенной, в среднем, на десять дней.